# Tommaso Giacomel
Tommaso Giacomel, född 5 april 2000 i Sterzing i Sydtyrolen, är en italiensk skidskytt som sedan 2020 tävlar i världscupen. Vid världsmästerskapen i skidskytte 2023 i Oberhof tog han silver med det italienska mixstafettlaget och brons i singelmixstafett tillsammans med Lisa Vittozzi. Giacomel representerade också Italien vid de olympiska vinterspelen 2022 i Peking.

## Resultat

### Världscupen

#### Individuella pallplatser
| Säsong  | Datum           | Plats      | Disciplin           | Placering |
| ------- | --------------- | ---------- | ------------------- | --------- |
| 2022/23 | 9 mars 2023     | Östersund  | Distans (20 km)     | 2:a       |
| 2023/24 | 13 januari 2024 | Ruhpolding | Sprint (10 km)      | 2:a       |
| 2023/24 | 15 mars 2024    | Canmore    | Sprint (10 km)      | 2:a       |
| 2024/25 | 19 januari 2025 | Ruhpolding | Masstart (15 km)    | 1:a       |
| 2024/25 | 24 januari 2025 | Antholz    | Sprint (10 km)      | 3:a       |
| 2024/25 | 26 januari 2025 | Antholz    | Jaktstart (12,5 km) | 3:a       |

#### Ställning i världscupen
| Säsong  | Totalt | Totalt | Distans | Distans | Sprint | Sprint | Jaktstart | Jaktstart | Masstart | Masstart |
| Säsong  | Poäng  | Plac.  | Poäng   | Plac.   | Poäng  | Plac.  | Poäng     | Plac.     | Poäng    | Plac.    |
| ------- | ------ | ------ | ------- | ------- | ------ | ------ | --------- | --------- | -------- | -------- |
| 2019/20 | 16     | 78:e   | —       | —       | 14     | 67:e   | 2         | 70:e      | —        | —        |
| 2020/21 | 24     | 72:a   | 0       | —       | 4      | 80:e   | 20        | 56:e      | —        | —        |
| 2021/22 | 160    | 36:e   | 0       | —       | 65     | 36:e   | 67        | 34:e      | 28       | 31:a     |
| 2022/23 | 592    | 12:e   | 120     | 5:e     | 159    | 15:e   | 214       | 9:e       | 99       | 13:e     |
| 2023/24 | 688    | 8:e    | 68      | 14:e    | 282    | 5:e    | 230       | 10:e      | 108      | 13:e     |

### Olympiska spel
| Tävling     | Distans | Sprint | Jaktstart | Masstart | Stafett | Mixstafett |
| ----------- | ------- | ------ | --------- | -------- | ------- | ---------- |
| Peking 2022 | —       | 61:a   | —         | —        | 7:e     | —          |

### Världsmästerskap
| Tävling          | Distans | Sprint | Jaktstart | Masstart | Stafett | Mixstafett | Singelmix |
| ---------------- | ------- | ------ | --------- | -------- | ------- | ---------- | --------- |
| Pokljuka 2021    | 70:e    | —      | —         | —        | 6:e     | —          | —         |
| Oberhof 2023     | 17:e    | 17:e   | 43:e      | 28:e     | 7:e     | Silver     | Brons     |
| Nové Město 2024  | 45:e    | 15:e   | 20:e      | 15:e     | 6:e     | 10:e       | Silver    |
| Lenzerheide 2025 | Silver  | 5:e    | 5:e       |          |         | 7:e        |           |